# (42531) McKenna
(42531) McKenna  es un asteroide perteneciente a los asteroides que cruzan la órbita de Marte, descubierto el 5 de junio de 1995 por David J. Asher desde el Observatorio de Siding Spring, en Australia.

## Designación y nombre
McKenna se designó inicialmente como 1995 LK.
Más adelante,  en 2006 fue nombrado por Martin McKenna (n. 1978) quien fue nombrado astrónomo del Año 2005 por la Federación Irlandesa de Sociedades Astronómicas. Ávido cazador visual de cometas y observador polifacético, también emprende una búsqueda fotográfica de novas.

## Características orbitales
McKenna orbita a una distancia media del Sol de 2,311 ua, pudiendo acercarse hasta 1,558 ua y alejarse hasta 3,064 ua. Tiene una excentricidad de 0,326 y una inclinación orbital de 7,078° grados. Emplea en completar una órbita alrededor del Sol 1282,90 días.

## Características físicas
Su magnitud absoluta es 16,22.